# Герасим Гревенски
Герасим (на гръцки: Γεράσιμος, Герасимос) е гръцки духовник, митрополит на Цариградската патриаршия.

## Биография
През февруари 1831 година великият архидякон Герасим е избран и по-късно ръкоположен за гревенски митрополит на мястото на починалия Антим II. Споменава се в ктиторския надпис от 3 юни 1837 година в катедралната църква „Свети Георги“ във Вароша, Гревена, изгоряла с резбования си иконостас на 23 април 1937 година. Заема катедрата до смъртта си в 1837 година.